# Borowik ciemnobrązowy

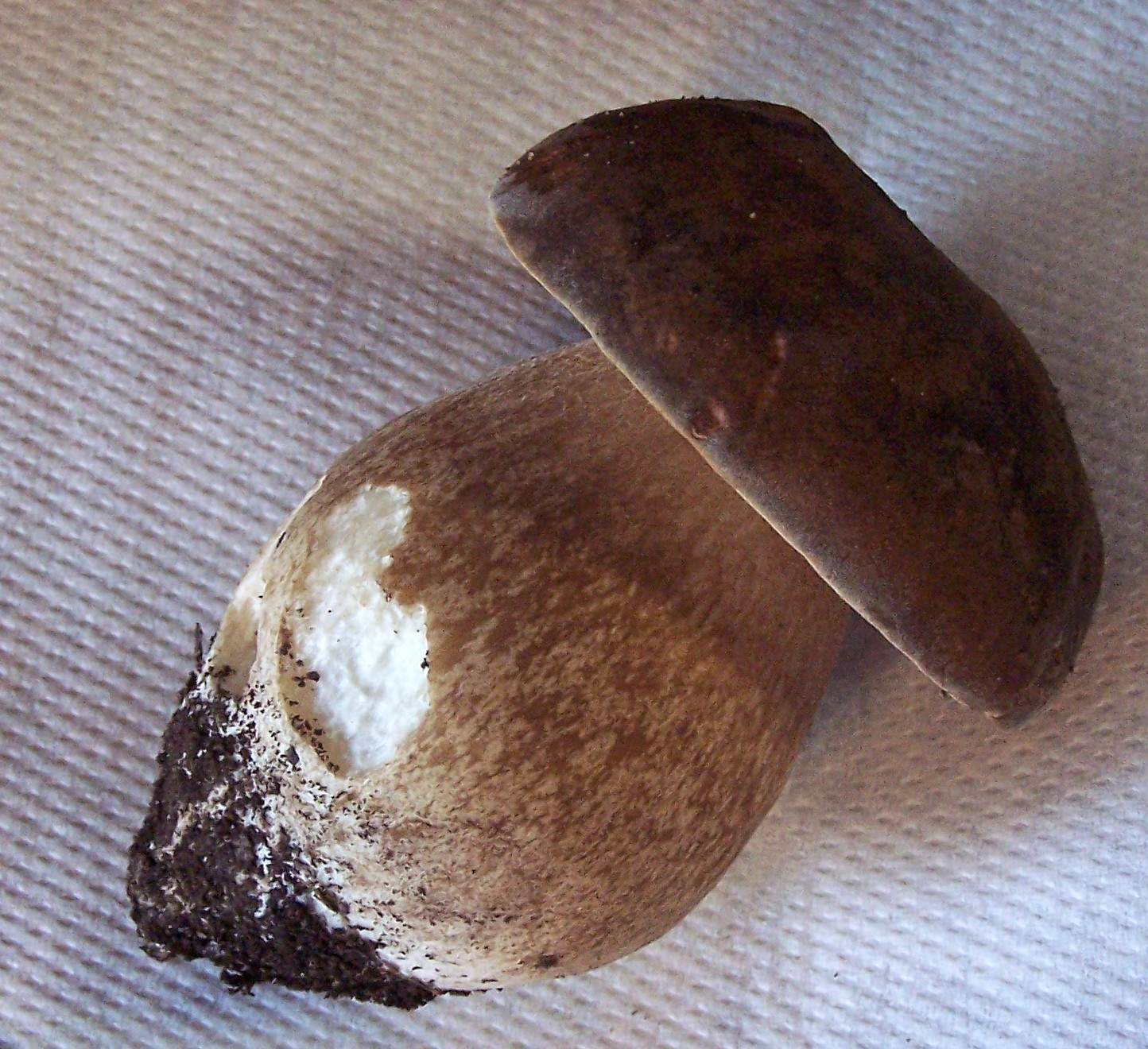
Charakterystyczne ciemne usiatkowanie trzonu

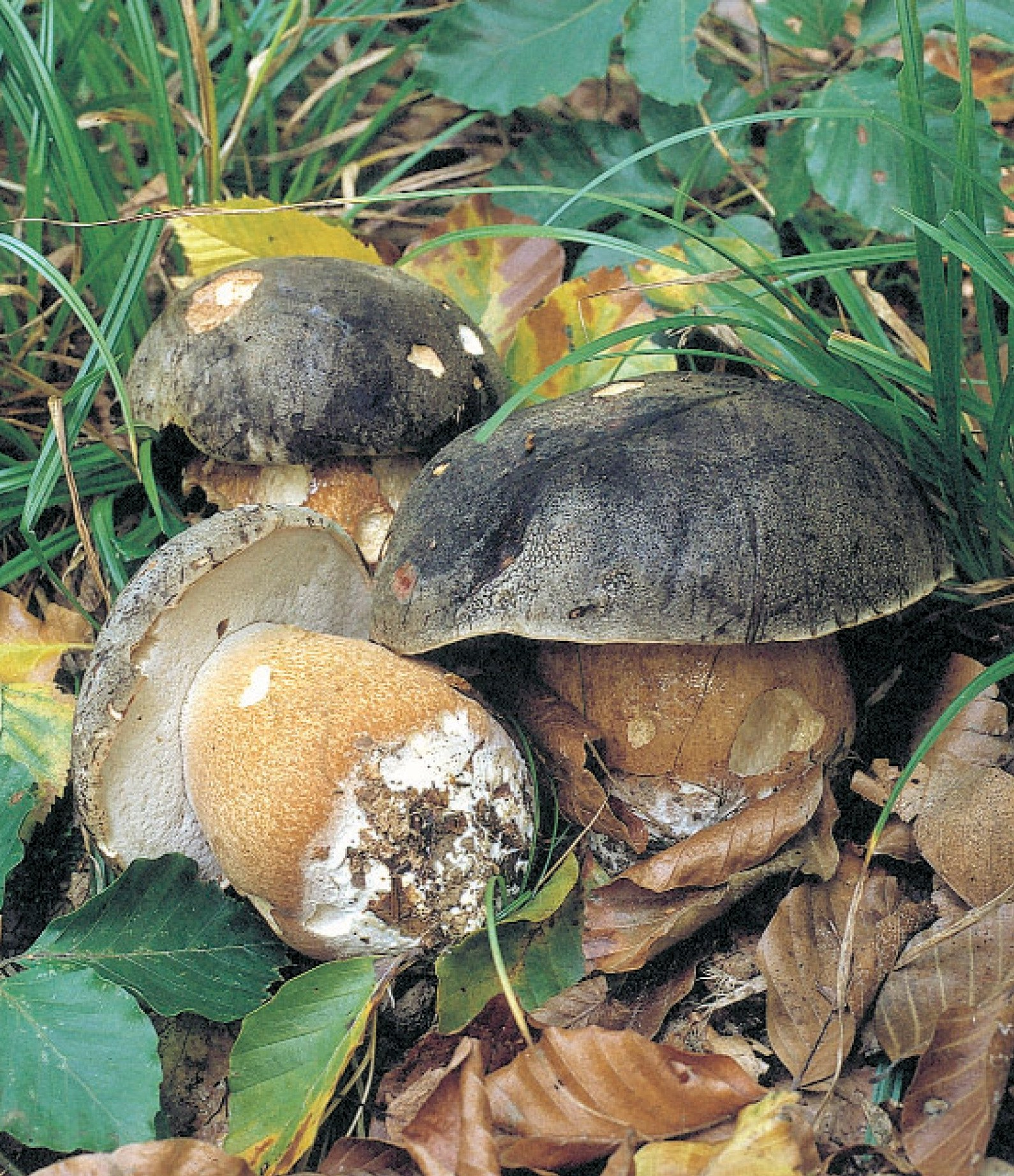

Borowik ciemnobrązowy (Boletus aereus Bull.) – gatunek grzybów z rodziny borowikowatych (Boletaceae).

## Systematyka i nazewnictwo
Pozycja w klasyfikacji według Index Fungorum: Boletus, Boletaceae, Boletales, Agaricomycetidae, Agaricomycetes, Agaricomycotina, Basidiomycota, Fungi.
Niektóre synonimy nazwy naukowej:
- Boletus edulis f. aereus (Bull.) Vassilkov
- Dictyopus aereus (Bull.) Quél. 1886
- Tubiporus edulis subsp. aereus (Bull.) Maire 1937[2].

Nazwę polską podał M. Wilga w 1996 r. W niektórych ujęciach systematycznych dawniej uważany był za podgatunek lub odmianę borowika szlachetnego (jako borowik szlachetny podgatunek spiżowy lub borowik szlachetny odmiana ciemnobrązowa). Według Index Fungorum jest to odrębny gatunek.

## Morfologia
Kapelusz
Jest gruby i czasami pomarszczony, a jego średnica dochodzi do 30 cm. U młodych egzemplarzy jest półkolisty, później płaskołukowaty, na koniec płaski. Powierzchnia sucha, początkowo zamszowa, później gładka i naga, czasami popękana. Barwa od ciemnobrązowej przez kasztanowobrązową do ciemnobrązowej.
Rurki
Mają długość do 3 cm, dają się łatwo oddzielić od miąższu kapelusza. U młodych owocników są białe, kremowe, u starszych żółtawooliwkowe, żółtozielone, oliwkowozielone.
Trzon
Wysokość 5–12 cm, grubość 2–4 cm. U młodych egzemplarzy trzon zazwyczaj jest pękaty, gruby, następnie maczugowaty, walcowaty. Powierzchnia bladobrązowo-czerwona z charakterystycznym usiatkowaniem w ciemnobrązowym kolorze.
Miąższ
Biały, jedynie pod skórka kapelusza brązowawy. Początkowo jest bardzo twardy, później staje się bardziej miękki. Nie zmienia zabarwienia na powietrzu. Posiada grzybowy zapach i smak.
Wysyp zarodników
Oliwkowy do oliwkowobrązowego. Zarodniki gładkie, wrzecionowatego kształtu, o rozmiarach 13–16 × 4–5 µm.
Gatunki podobne
Najbardziej podobny jest borowik usiatkowany (Boletus reticulatus), który rośnie na podobnych siedliskach i również ma trzon usiatkowany, ale to usiatkowanie jest wyraźniejsze i jaśniejsze. Ponadto ma jaśniejszy kapelusz (bez odcieni kasztanowobrązowych i czarniawych). Podobne jak borowik ciemnobrązowy, ubarwienie kapelusza ma borowik szlachetny (Boletus edulis), jednak jest ono jaśniejsze, ponadto jego trzon nie jest usiatkowany i rośnie głównie pod świerkami.

## Występowanie i siedlisko
Występuje w Ameryce Północnej, Europie, Korei i Japonii. W Europie występuje głównie w basenie Morza Śródziemnego i południowo-wschodnich rejonach Europy. Poza tymi rejonami jest rzadki. W Polsce gatunek bardzo rzadki. Znajduje się na Czerwonej liście roślin i grzybów Polski. Ma status E – wymierający, krytycznie zagrożony. Jest na czerwonych listach gatunków zagrożonych także w Czechach, Niemczech, Danii, na Litwie, w Norwegii i Holandii.
Rośnie w lasach liściastych, pod dębami, bukami oraz kasztanami jadalnymi. Gatunek ciepłolubny. Owocniki wyrastają od maja do września.

## Znaczenie
Grzyb mykoryzowy, grzyb jadalny. Nadaje się do bezpośredniego spożycia, do suszenia i do wszystkich innych rodzajów przerobu. We Włoszech jest jednym z najbardziej cenionych gatunków grzybów i często sprzedawany jest tam na jarmarkach. Na wyspie Gomera należącej do archipelagu Wysp Kanaryjskich borowika ciemnobrązowego można znaleźć nawet w lutym, a za bardzo wysoką cenę można go kupić w niektórych supermarketach np. w Monachium (gdzie sprowadzany jest z Afryki Południowej).